# Nati nel 1951/Febbraio
| Questa pagina contiene informazioni ricavate automaticamente dalle voci biografiche con l'ausilio del template Bio e di un bot. L'aggiornamento è periodico e automatico e ricostruisce completamente la pagina. Se manca una persona in questa lista, sei pregato di non aggiungerla, ma accertati piuttosto che la sua voce biografica contenga il template Bio e che i dati anagrafici siano correttamente compilati. Se il template Bio manca, inseriscilo tu stesso o, in alternativa, metti l'avviso {{tmp\|Bio}} che ne segnala la mancanza. Se i dati riportati sono sbagliati, correggi direttamente la voce biografica; le modifiche saranno visibili in questa lista entro pochi giorni. Per chiarimenti vedi il progetto biografie. La lista contiene solo le 244 persone che sono citate nell'enciclopedia e per le quali è stato implementato correttamente il template Bio. Pagina aggiornata al 18 mag 2025. |

- 1º febbraio - Tom Butler, attore canadese
- 1º febbraio - Kieran Thomas Conry, vescovo cattolico inglese
- 1º febbraio - René Evald, cantante, chitarrista e compositore danese
- 1º febbraio - Sonny Landreth, musicista e chitarrista statunitense
- 1º febbraio - Myron Markevyč, allenatore di calcio e ex calciatore sovietico
- 1º febbraio - Riccardo Minardo, politico italiano
- 1º febbraio - Lennart Pettersson, ex pentatleta svedese
- 2 febbraio - Vaggelīs Alexandrīs, ex cestista e allenatore di pallacanestro greco
- 2 febbraio - Edmondo Berselli, giornalista e scrittore italiano († 2010)
- 2 febbraio - Elisabetta De Palo, attrice italiana
- 2 febbraio - Gabriella Di Luzio, attrice italiana († 2016)
- 2 febbraio - Alan Garner, calciatore inglese († 2020)
- 2 febbraio - Alphonso Johnson, bassista statunitense
- 2 febbraio - Zakayo Malekwa, ex giavellottista tanzaniano
- 2 febbraio - Abdul-Fatah Nasif, ex calciatore iracheno
- 3 febbraio - Arsène Auguste, calciatore haitiano († 1993)
- 3 febbraio - Blaise Compaoré, politico burkinabé
- 3 febbraio - Byron Erickson, fumettista statunitense
- 3 febbraio - Felipe Muñoz, ex nuotatore messicano
- 4 febbraio - Patrick Bergin, attore irlandese
- 4 febbraio - Kamil Brabenec, ex cestista e allenatore di pallacanestro cecoslovacco
- 4 febbraio - Dariush, cantante iraniano
- 4 febbraio - Sahameddin Mirfakhraei, ex calciatore iraniano
- 4 febbraio - Hideo Sawada, imprenditore giapponese
- 4 febbraio - Roberta Scarpa, stilista italiana
- 4 febbraio - François Tracanelli, ex astista francese
- 5 febbraio - John Callahan, fumettista statunitense († 2010)
- 5 febbraio - Rubén Cano, ex calciatore argentino
- 5 febbraio - Massimo Giuliani, attore, doppiatore e direttore del doppiaggio italiano
- 5 febbraio - Ryūsei Nakao, doppiatore, cantante e attore giapponese
- 5 febbraio - Robin Sachs, attore e doppiatore britannico († 2013)
- 5 febbraio - Mr. Pogo, wrestler giapponese († 2017)
- 5 febbraio - Elizabeth Swados, musicista, compositrice e regista teatrale statunitense († 2016)
- 5 febbraio - Joël Tanter, ex calciatore francese
- 5 febbraio - Anahid Tasgian, ex sciatrice alpina italiana
- 5 febbraio - Geraint Watkins, polistrumentista e cantautore britannico
- 6 febbraio - Marta Bühler, ex sciatrice alpina liechtensteinese
- 6 febbraio - Huw Lloyd-Langton, chitarrista inglese († 2012)
- 6 febbraio - Marco Antônio, ex calciatore brasiliano
- 6 febbraio - Franco Ordine, giornalista italiano
- 6 febbraio - Dario Pighin, ex calciatore italiano
- 6 febbraio - Lidia Ravera, scrittrice e giornalista italiana
- 6 febbraio - Francesca Rigotti, filosofa e saggista italiana
- 6 febbraio - Jiří Schelinger, musicista cecoslovacco († 1981)
- 6 febbraio - Jacques Villeret, attore francese († 2005)
- 6 febbraio - Kevin Whately, attore inglese
- 6 febbraio - Marie-Christine del Belgio, principessa belga
- 7 febbraio - Patrick Allen, politico e pastore protestante giamaicano
- 7 febbraio - Baccara, cantante spagnola
- 7 febbraio - Thibault Damour, fisico francese
- 7 febbraio - Eddie Kelly, ex calciatore scozzese
- 7 febbraio - Sisto Nigro, fumettista italiano
- 7 febbraio - Michele Ranieli, avvocato e politico italiano
- 7 febbraio - Manfred Schumann, ex bobbista e ex ostacolista tedesco
- 8 febbraio - John Burridge, allenatore di calcio e ex calciatore scozzese
- 8 febbraio - Jean Chassang, ciclista su strada francese
- 8 febbraio - Rosario Crocetta, ex politico italiano
- 8 febbraio - Eduardo De Crescenzo, cantautore e musicista italiano
- 8 febbraio - Lino Duilio, politico italiano
- 8 febbraio - Eugenio Gamba, ex calciatore italiano
- 8 febbraio - Salvatore Lauro, politico e armatore italiano
- 8 febbraio - Laurie Sivell, ex calciatore britannico
- 8 febbraio - Frank Tømmervåg, calciatore norvegese († 2020)
- 8 febbraio - Z'EV, poeta, percussionista e artista statunitense († 2017)
- 9 febbraio - Mitsuru Adachi, fumettista giapponese
- 9 febbraio - Franco Bergamaschi, allenatore di calcio e ex calciatore italiano
- 9 febbraio - Ricardo Cleofás, ex cestista filippino
- 9 febbraio - Ole-Bjørn Edner, allenatore di calcio e ex calciatore norvegese
- 9 febbraio - Jay Inslee, politico e avvocato statunitense
- 9 febbraio - Ingvar Stadheim, allenatore di calcio e ex calciatore norvegese
- 9 febbraio - Kurt Yaghjian, cantante e attore statunitense
- 10 febbraio - Zeudi Araya, attrice e produttrice cinematografica eritrea
- 10 febbraio - Pietro G. Beltrami, filologo e lessicografo italiano
- 10 febbraio - Bob Iger, imprenditore statunitense
- 10 febbraio - Ugo Nardini, politico italiano
- 10 febbraio - Antonio Patuelli, dirigente d'azienda, giornalista e politico italiano
- 10 febbraio - Trond Pedersen, ex calciatore norvegese
- 10 febbraio - John Peters, scacchista statunitense
- 10 febbraio - Francesco Scarabicchi, poeta e traduttore italiano († 2021)
- 10 febbraio - Paul Scurti, ex calciatore italiano
- 10 febbraio - Ray Train, ex calciatore inglese
- 10 febbraio - Vladimir Ulanov, pallavolista sovietico († 2000)
- 10 febbraio - Dennis Wit, ex calciatore statunitense
- 11 febbraio - Giorgio Campagna, allenatore di calcio e ex calciatore italiano
- 11 febbraio - Cynthia Doerner, ex tennista australiana
- 11 febbraio - Alvin Gardiner, ex tennista australiano
- 11 febbraio - Mike Leavitt, politico statunitense
- 11 febbraio - Aleksandr Makarov, ex giavellottista sovietico
- 11 febbraio - Arno Tausch, politologo austriaco
- 12 febbraio - Rosy Bindi, ex politica italiana
- 12 febbraio - Dieter Brock, ex giocatore di football americano statunitense
- 12 febbraio - Mickey Coll, cestista portoricano († 1972)
- 12 febbraio - Pio Colonnello, filosofo italiano
- 12 febbraio - Tom Ingelsby, ex cestista statunitense
- 12 febbraio - Kjell Johansson, ex tennista svedese
- 12 febbraio - Chris Knopf, scrittore statunitense
- 12 febbraio - Karl A. Lamers, politico tedesco
- 12 febbraio - Alessandro Pardini, politico italiano
- 12 febbraio - Steven Parent, statunitense († 1969)
- 12 febbraio - Antonia Pasqua Recchia, architetto italiano
- 13 febbraio - Roberto Casone, allenatore di calcio e ex calciatore italiano
- 13 febbraio - Guido Grimod, politico italiano
- 13 febbraio - Katja Lange-Müller, scrittrice tedesca
- 13 febbraio - Sandro Medici, giornalista, scrittore e politico italiano
- 13 febbraio - David Naughton, attore e cantante statunitense
- 13 febbraio - Michel Pollentier, ex ciclista su strada e pistard belga
- 13 febbraio - Manuela Righini, giornalista italiana († 2010)
- 14 febbraio - Lino Osvaldo Felissari, politico italiano
- 14 febbraio - Kevin Keegan, ex calciatore e allenatore di calcio inglese
- 14 febbraio - Daniel Miller, produttore discografico britannico
- 14 febbraio - Philippe Pozzo di Borgo, nobile, imprenditore e scrittore francese († 2023)
- 14 febbraio - JoJo Starbuck, ex pattinatrice artistica su ghiaccio statunitense
- 14 febbraio - Sylvain Sylvain, chitarrista statunitense († 2021)
- 14 febbraio - György Szalai, ex sollevatore ungherese
- 14 febbraio - Haruki Uemura, ex judoka giapponese
- 14 febbraio - Graham White, ex nuotatore australiano
- 15 febbraio - Markku Alén, pilota di rally finlandese
- 15 febbraio - Erich Burgener, ex calciatore svizzero
- 15 febbraio - Linda Grant, scrittrice e giornalista britannica
- 15 febbraio - Andrzej Górak, ingegnere polacco
- 15 febbraio - Piero Ignazi, politologo italiano
- 15 febbraio - Jadwiga Jankowska-Cieślak, attrice polacca († 2025)
- 15 febbraio - Paul Kandel, doppiatore e attore statunitense
- 15 febbraio - Melissa Manchester, cantautrice e attrice statunitense
- 15 febbraio - Elisabeth Pall, ex sciatrice alpina austriaca
- 15 febbraio - Jane Seymour, attrice britannica
- 15 febbraio - Walter Steiner, ex saltatore con gli sci svizzero
- 16 febbraio - Franz-Josef Bode, vescovo cattolico e teologo tedesco
- 16 febbraio - Giuseppe Buttari, ex ostacolista italiano
- 16 febbraio - Gian Carlo Corada, politico e storico italiano
- 16 febbraio - Larry Finch, cestista e allenatore di pallacanestro statunitense († 2011)
- 16 febbraio - William Katt, attore statunitense
- 16 febbraio - Pietro Laureano, architetto e urbanista italiano
- 16 febbraio - Juan Carlos Oblitas, allenatore di calcio e ex calciatore peruviano
- 16 febbraio - Keith Pointer, ex calciatore inglese
- 16 febbraio - Federico Righi, ex calciatore italiano
- 16 febbraio - Alain Rousset, politico francese
- 16 febbraio - Greg Selinger, politico canadese
- 16 febbraio - Allan Svensson, attore svedese († 2024)
- 16 febbraio - Bob Wylie, ex giocatore di football americano e allenatore di football americano statunitense
- 17 febbraio - Amado Batista, cantante, violinista e chitarrista brasiliano
- 17 febbraio - Octavian Bellu, allenatore di ginnastica artistica rumeno
- 17 febbraio - Roland Collombin, ex sciatore alpino svizzero
- 17 febbraio - Hubert Corbin, scrittore francese
- 17 febbraio - Annibale De Faveri, ciclista su strada italiano († 2013)
- 17 febbraio - Alessio Gelsini Torresi, direttore della fotografia italiano
- 17 febbraio - Barzan Ibrahim al-Tikriti, agente segreto iracheno († 2007)
- 17 febbraio - Uri Katzenstein, scultore, musicista e produttore cinematografico israeliano († 2018)
- 17 febbraio - Song Chunli, attrice cinese
- 17 febbraio - Don Woods, ex giocatore di football americano statunitense
- 18 febbraio - Boško Abramović, scacchista serbo († 2021)
- 18 febbraio - Arilza Coraça, ex cestista e allenatrice di pallacanestro brasiliana
- 18 febbraio - Gus Bailey, cestista statunitense († 1988)
- 18 febbraio - Quima Cot, ex cestista spagnola
- 18 febbraio - Komal Rajya Lakshmi Devi, regina nepalese
- 18 febbraio - Wiesława Kaniewska, ex cestista polacca
- 18 febbraio - Isabel Preysler, modella filippina
- 18 febbraio - Dick Stockton, ex tennista statunitense
- 18 febbraio - Michael Weninger, presbitero e diplomatico austriaco
- 18 febbraio - Michel de Rosen, imprenditore francese
- 19 febbraio - Horace Andy, cantante giamaicano
- 19 febbraio - Suzanne Angly, modella francese
- 19 febbraio - Giuseppe Augschöller, ex sciatore alpino italiano
- 19 febbraio - Kinzang Dorji, politico bhutanese
- 19 febbraio - Stephen Nichols, attore statunitense
- 19 febbraio - Mohammad Tahir-ul-Qadri, giurista pakistano
- 19 febbraio - Shigeru Umebayashi, compositore giapponese
- 19 febbraio - Timberlake Wertenbaker, drammaturga e traduttrice statunitense
- 20 febbraio - Edward Albert, attore statunitense († 2006)
- 20 febbraio - Antonio Battaglia, avvocato e politico italiano
- 20 febbraio - Gordon Brown, politico britannico
- 20 febbraio - Randy California, chitarrista e cantante statunitense († 1997)
- 20 febbraio - Dionisio Collavini, ex calciatore italiano
- 20 febbraio - Toon van Helfteren, ex cestista e allenatore di pallacanestro olandese
- 20 febbraio - William McDonough, architetto statunitense
- 20 febbraio - Suzue Miuchi, fumettista giapponese
- 20 febbraio - Phil Neal, ex calciatore e allenatore di calcio britannico
- 20 febbraio - Serena, ex attrice pornografica statunitense
- 20 febbraio - Giuliano Soria, linguista e ispanista italiano († 2019)
- 20 febbraio - Pertti Teurajärvi, ex fondista finlandese
- 21 febbraio - Pino Arlacchi, sociologo, politico e funzionario italiano
- 21 febbraio - Otello Catania, dirigente sportivo e ex calciatore italiano
- 21 febbraio - Wolfgang Frank, allenatore di calcio e calciatore tedesco († 2013)
- 21 febbraio - Bill Olds, ex giocatore di football americano statunitense
- 21 febbraio - Francesco Permunian, scrittore e poeta italiano
- 21 febbraio - Roland Salm, ex ciclista su strada svizzero
- 21 febbraio - Mike Singleton, autore di videogiochi britannico († 2012)
- 21 febbraio - Victor Togliani, illustratore, scenografo e cantante italiano
- 21 febbraio - Erik Van Dillen, ex tennista statunitense
- 21 febbraio - Dario Venegoni, scrittore e giornalista italiano
- 22 febbraio - Tom Benetollo, politico italiano († 2004)
- 22 febbraio - Bruno Boscherie, ex schermidore francese
- 22 febbraio - Rita Calderoni, attrice italiana
- 22 febbraio - Ellen Greene, cantante e attrice statunitense
- 22 febbraio - Ted Manakas, ex cestista statunitense
- 22 febbraio - Elaine Tanner, ex nuotatrice canadese
- 23 febbraio - Eddie Dibbs, ex tennista statunitense
- 23 febbraio - Leonardo Generoso, allenatore di calcio e ex calciatore italiano
- 23 febbraio - Ed Jones, ex giocatore di football americano statunitense
- 23 febbraio - Nicholas Kenyon, critico musicale britannico
- 23 febbraio - Kenny Marchant, politico statunitense
- 23 febbraio - Patricia Richardson, attrice statunitense
- 23 febbraio - Stefania Rotolo, ballerina, showgirl e cantante italiana († 1981)
- 23 febbraio - Shigefumi Mori, matematico giapponese
- 24 febbraio - Clyde Best, allenatore di calcio e ex calciatore bermudiano
- 24 febbraio - Enzo Bianco, politico italiano
- 24 febbraio - Víctor Estay, ex calciatore cileno
- 24 febbraio - Monique Melsen, cantante lussemburghese
- 24 febbraio - Klaus Niedzwiedz, ex pilota automobilistico tedesco
- 24 febbraio - Stella Pende, giornalista e conduttrice televisiva italiana
- 24 febbraio - Debra Jo Rupp, attrice statunitense
- 24 febbraio - Gianfranco Sestili, mafioso italiano
- 24 febbraio - Helen Shaver, attrice, regista e produttrice televisiva canadese
- 24 febbraio - Laimdota Straujuma, politica lettone
- 25 febbraio - Evgenij Gerasimov, attore e regista sovietico
- 25 febbraio - Gianpiero Marini, allenatore di calcio e ex calciatore italiano
- 25 febbraio - Paulo Mendes Peixoto, arcivescovo cattolico brasiliano
- 25 febbraio - Ronald Mills, ex nuotatore statunitense
- 25 febbraio - Don Quarrie, ex velocista giamaicano
- 25 febbraio - Greg Robert, tastierista, cantante e polistrumentista statunitense
- 26 febbraio - Manuel Barbosa, allenatore di calcio e ex calciatore portoghese
- 26 febbraio - Vladimir Barnašov, ex biatleta e sciatore di pattuglia militare sovietico
- 26 febbraio - Steve Bell, fumettista inglese
- 26 febbraio - Ricardo Cano, ex tennista argentino
- 26 febbraio - Gaetano Carito, tecnico del suono italiano
- 26 febbraio - Stanislav Erëmin, ex cestista e allenatore di pallacanestro sovietico
- 26 febbraio - Silvano Gelli, calciatore italiano († 2014)
- 26 febbraio - Christopher Gillis, ballerino e coreografo canadese († 1993)
- 26 febbraio - Mariangela Gualtieri, poetessa e scrittrice italiana
- 26 febbraio - Ramón Heredia, ex calciatore argentino
- 26 febbraio - Brian Joy, ex calciatore inglese
- 26 febbraio - María del Carmen Martínez-Bordiú y Franco, nobile spagnola
- 26 febbraio - John Gerard Noonan, vescovo cattolico irlandese
- 27 febbraio - Lee Atwater, politico statunitense († 1991)
- 27 febbraio - Fulvio Bacchelli, ex pilota di rally italiano
- 27 febbraio - Giorgio Gennari, allenatore di calcio e calciatore italiano († 2014)
- 27 febbraio - Steve Harley, cantautore e musicista britannico († 2024)
- 27 febbraio - Helen McCarthy, scrittrice inglese
- 27 febbraio - Janet Steinbeck, ex nuotatrice australiana
- 27 febbraio - Walter de Silva, designer italiano
- 28 febbraio - Comandante Alfa, ex militare e saggista italiano
- 28 febbraio - Gianmario Gabetti, imprenditore e dirigente sportivo italiano
- 28 febbraio - Gustav Thöni, ex sciatore alpino e allenatore di sci alpino italiano
- 28 febbraio - Roseanna Vitro, cantante e insegnante statunitense